# Strongylaspis hirticollis
Strongylaspis hirticollis är en skalbaggsart som beskrevs av Friedrich F. Tippmann 1953. Strongylaspis hirticollis ingår i släktet Strongylaspis och familjen långhorningar. Inga underarter finns listade i Catalogue of Life.